# Muja
Muja (rusky Муя) je řeka v Burjatské republice v Rusku. Je 365 km dlouhá. Povodí má rozlohu 11 900 km².

## Průběh toku
Pramení na Mujakanském hřbetu a teče na severovýchod v úzké mezihorské dolině. Na dolním toku protéká Mujsko-Kaundinskou kotlinou. Ústí zleva do Vitimu (povodí Leny).

## Vodní režim
Zdrojem vody jsou převážně dešťové srážky. Výška hladiny na dolním toku je ovlivňovaná řekou Vitim.

## Fauna
Řeka je bohatá na ryby (hlavatka, lipan podhorní, tugun, síh).

## Využití
Řeka je splavná pro vodáky. Vodní doprava menších lodí (katrů) je možná do Taksima v délce přibližně 100 km. V povodí řeky jsou naleziště azbestu (typ chrizotil - serpentine).